# Nikolay Gamaleya

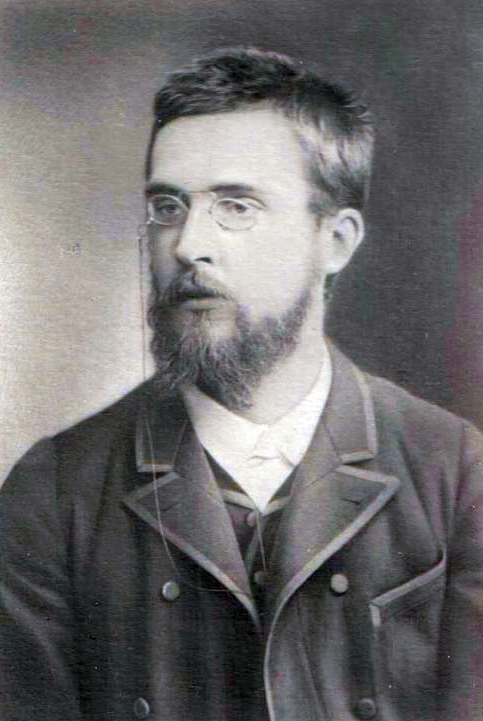
Nicolás Gamaleya, c. 1900

Nikolay Fyodorovich Gamaleya ( en ruso: Никола́й Фёдорович Гамале́я; 17 de febrero de 1859 - 29 de marzo de 1949 ) fue un médico y científico ruso y soviético, pionero en la investigación de la microbiología y las vacunas.

## Biografía
Gamaleya nació en Odesa, entonces parte del Imperio ruso, en la familia de un oficial retirado que participó en la Batalla de Borodinó .  Se graduó en la Universidad Novorossiysky de Odesa (actual Universidad de Odesa ) en 1880 y en la Academia Médico-Militar de San Petersburgo (actual Academia Médico-Militar S.M. Kírov ) en 1883.  Posteriormente se convirtió en un respetado médico de hospital en su Odesa natal.
Gamaleya trabajó en el laboratorio de Louis Pasteur en Francia en 1886. Siguiendo el modelo de Pasteur después de su regreso, se unió a Iliá Méchnikov en la organización de una estación bacteriológica en Odesa para estudios de vacunación contra la rabia e investigaciones sobre la lucha contra la peste bovina y la cólera, el diagnóstico de esputo para la tuberculosis y la preparación de vacunas contra elántrax.  El Instituto Bacteriológico de Odesa se convirtió en la primera estación de observación bacteriológica de Rusia. 
A pesar de lo pobre de las instalaciones y el poco personal, los científicos fueron capaces de determinar en qué condiciones la vacuna contra la rabia era más eficaz.  La propuesta de Gamaleya de utilizar bacili muertas en vacunas contra el cólera también se aplicó con éxito a gran escala posteriormente.  Pronto se fundaron estaciones similares en Kiev (1886), Dnipró (1897) y Chernígov (1897). 
Después de defender su disertación de 1892 sobre la etiología del cólera (publicada en 1893), Gamaleya fue director del Instituto Bacteriológico de Odesa entre 1896 y 1908. Al informar sobre la lisis de la bacteria Bacillus anthracis mediante un "fermento" transmisible en 1898, Gamaleya fue el descubridor de los anticuerpos destructores de bacterias conocidos como bacteriolisinas . 
Gamaleya inició una campaña de salud pública de exterminio de ratas para combatir la peste en Odesa y el sur de Rusia y señaló al piojo como portador del tifus .  Entre 1910 y 1913, Gamaleya editó la revista Gigiena i sanitariya (Higiene y Saneamiento).  
Los trabajos posteriores de Gamaleya, incluido el organizar el suministro y distribución de vacunas contra la viruela para el Ejército Rojo, dio grandes pasos hacia la eventual erradicación de la viruela en la Unión Soviética. 
Autor de más de 300 publicaciones académicas sobre bacteriología, Gamaleya fue miembro de la Academia de Ciencias de la Unión Soviética  y de la Academia de Ciencias Médicas de la URSS .  También fungió como director de la Sociedad de Microbiólogos, Epidemiólogos e Infectólogos de Toda la Unión.
Los honores estatales de gran prestigio de Gamaleya incluyeron dos condecoraciones de la Orden de Lenin, la Orden de la Bandera Roja del Trabajo y el Premio Estatal de la Unión Soviética de 1943.
Gamaleya murió en Moscú . 
El Centro Federal de Investigación de Epidemiología y Microbiología Gamaleya en Moscú lleva su nombre. 

## Otras lecturas
- Bardell, D (1982). «An 1898 Report by Gamaleya for a Lytic Agent Specific for Bacillus Anthracis». Journal of the History of Medicine and Allied Sciences 37 (2): 222-5. PMID 6806352. doi:10.1093/jhmas/xxxvii.2.222.